# Erich Klinge (Jurist)
Erich Klinge (* 25. Juli 1925 in Wesel; † 30. September 1998 in Koblenz) war ein deutscher Rechtsanwalt. Er gilt als „Vater des Beratungshilfegesetzes“ und damit der Beratungshilfe.

## Leben
Erich Klinge leistete nach seiner Schulzeit zunächst im Zweiten Weltkrieg Kriegsdienst. Trotz einer schweren Gesichtsverletzung konnte er nach Kriegsende ein Studium der Rechtswissenschaften an der Universität Mainz beginnen. Sein Rechtsreferendariat absolvierte er in Koblenz, wo er 1955 als Rechtsanwalt zugelassen wurde, und in die von Franz Adams der Ältere 1826 gegründete Rechtsanwaltskanzlei eintrat. Im selben Jahr beendete er auch seine Dissertation mit dem Titel "Die Organisation des Rundfunks als Rechtsproblem", und wurde promoviert.
Neben seiner anwaltlichen Tätigkeit engagierte sich Klinge von Anfang an ehrenamtlich für seinen Berufsstand. Von 1971 bis 1991 war er Vorsitzender des Koblenzer Anwaltvereins, ab 1996 bis zu seinem Tode zwei Jahre darauf dessen Ehrenvorsitzender. Auf Bundesebene war er von 1971 bis 1991 Mitglied des Vorstandes des Deutschen Anwaltvereins und von 1978 bis 1991 dessen Vizepräsident. 1978 war er zudem Mitbegründer des rheinland-pfälzischen Anwaltvereins, dessen Vorsitz hatte er bis 1991 inne.
Besonders wichtig war für Klinge immer die Stärkung des Anwaltsberufs als Säule der Gesellschaft. Er war der Überzeugung, dass eine starke und unabhängige Anwaltschaft Garantin effektiven Rechtsschutzes jedes einzelnen Bürgers ist, der deshalb die Möglichkeit haben muss, einen Rechtsanwalt mit seiner Interessenvertretung zu beauftragen. Aus diesem Grund wurde er 1978 Vorsitzender des Beratungshilfeausschuss beim Deutschen Anwaltverein und war in dieser Funktion Initiator und Mitgestalter des Beratungshilfegesetzes, welches am 1. Januar 1981 in Kraft trat. Bis zum heutigen Tage trägt seine Rechtsanwaltskanzlei seinen Namen. Erich Klinge wurde 1995 mit dem Bundesverdienstkreuz 1. Klasse ausgezeichnet. Die Rechtsanwaltskammer Koblenz zeichnete ihn mit der Justizrat-Dr.-Karl-Weber-Plakette aus.

## Werke
- Erich Klinge: Die Organisation des Rundfunks als Rechtsproblem. Koblenz 1955. (Dissertation vorgelegt der Rechts- und Wirtschaftswissenschaftlichen Fakultät der Johannes-Gutenberg-Universität in Mainz.)
- Erich Klinge: Das Beratungshilfegesetz : Kommentar zum Gesetz über Rechtsberatung und Vertretung für Bürger mit geringen Einkommen. Luchterhand, Neuwied 1980, ISBN 3-472-11078-3.
- Karl Eichele, Erich Klinge: Beweisbuch für den Anwalt, Neuwied 2002. ISBN 3472048409.